# Hamisi Kiiza
Hamisi Kiiza (ur. 10 grudnia 1992 w Kampali) – ugandyjski piłkarz grający na pozycji napastnika. Od 2022 jest zawodnikiem klubu Kagera Sugar FC.

## Kariera klubowa
Swoją karierę piłkarską Kiiza rozpoczął w klubie URA Kampala. W sezonie 2009/2010 zadebiutował w jego barwach w pierwszej lidze ugandyjskiej. W sezonie 2010/2011 wywalczył z nim mistrzostwo Ugandy. W latach 2011–2015 występował w Young Africans SC, z którym dwukrotnie został mistrzem kraju w sezonach 2012/2013 i 2014/2015 oraz wicemistrzem w sezonie 2013/2014. W sezonie 2015/2016 grał w Simba SC, a w sezonie 2016/2017 najpierw we Free State Stars FC, a następnie w URA Kampala. W 2017 roku był piłkarzem sudańskiego El Hilal SC El Obeid, a w 2018 etiopskiego Fasil City FC. W sezonie 2018/2019 wywalczył wicemistrzostwo Ugandy z Vipers FC. W latach 2019–2021 był zawodnikiem Proline FC. W 2022 przeszedł do Kagera Sugar FC.

## Kariera reprezentacyjna
W reprezentacji Ugandy Kiiza zadebiutował 4 września 2011 w przegranym 0:2 meczu kwalifikacji do Pucharu Narodów Afryki 2012 z Angolą, rozegranym w Kabindzie. Od 2011 do 2015 wystąpił w kadrze narodowej 32 razy i strzelił 5 goli.